# Krydser "Varjag"
Krydser "Varjag" (russisk: Крейсер «Варяг») er en sovjetisk film fra 1946 af Viktor Ejsymont.

## Medvirkende
- Boris Livanov som Rudnev
- Aleksandr Zrazjevskij som Beljaev
- Nikolaj Tjaplygin som Bobylev
- Vyatjeslav Novikov som Antonytj
- Vsevolod Larionov som Dorofejev